# Gergy
Gergy là một xã ở tỉnh Saône-et-Loire trong vùng Bourgogne-Franche-Comté nước Pháp.

## Thông tin nhân khẩu
Theo điều tra dân số năm 1999, xã này có dân số 2.248.
Dân số năm 2004 ước khoảng 2.424 người.